# Хосе Аранда Хіменес
Хосе́ Хіме́нес Ара́нда (ісп. José Jiménez Aranda; 7 лютого 1837 — 6 травня 1903) — іспанський художник. Представник течії реалізму. Працював у побутовому жанрі. Уродженець Севілії. Рідний брат художника Луїс Аранда Хіменеса.

## Твори

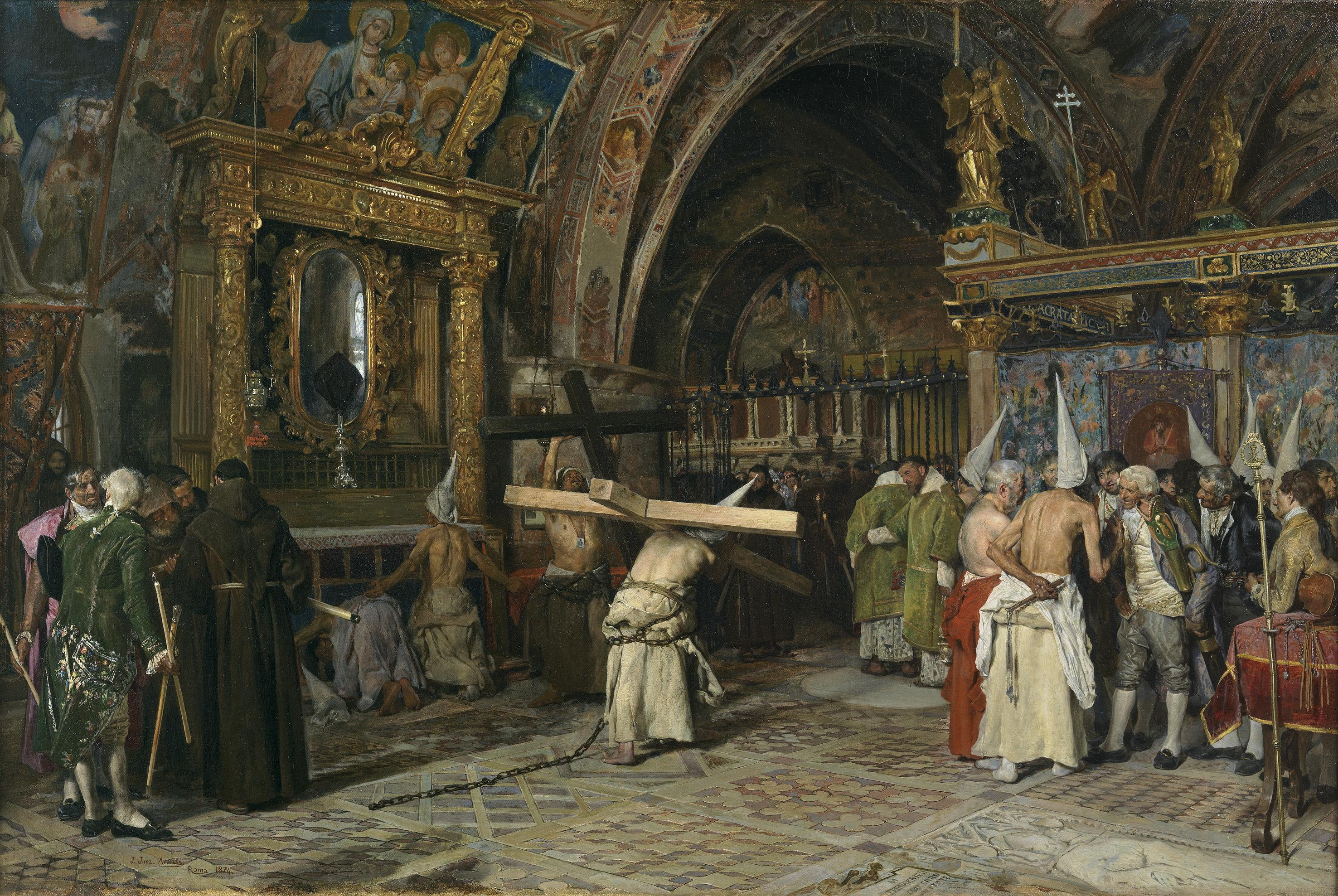
Каяття в нижній церкві Франциска Ассізького, 1874
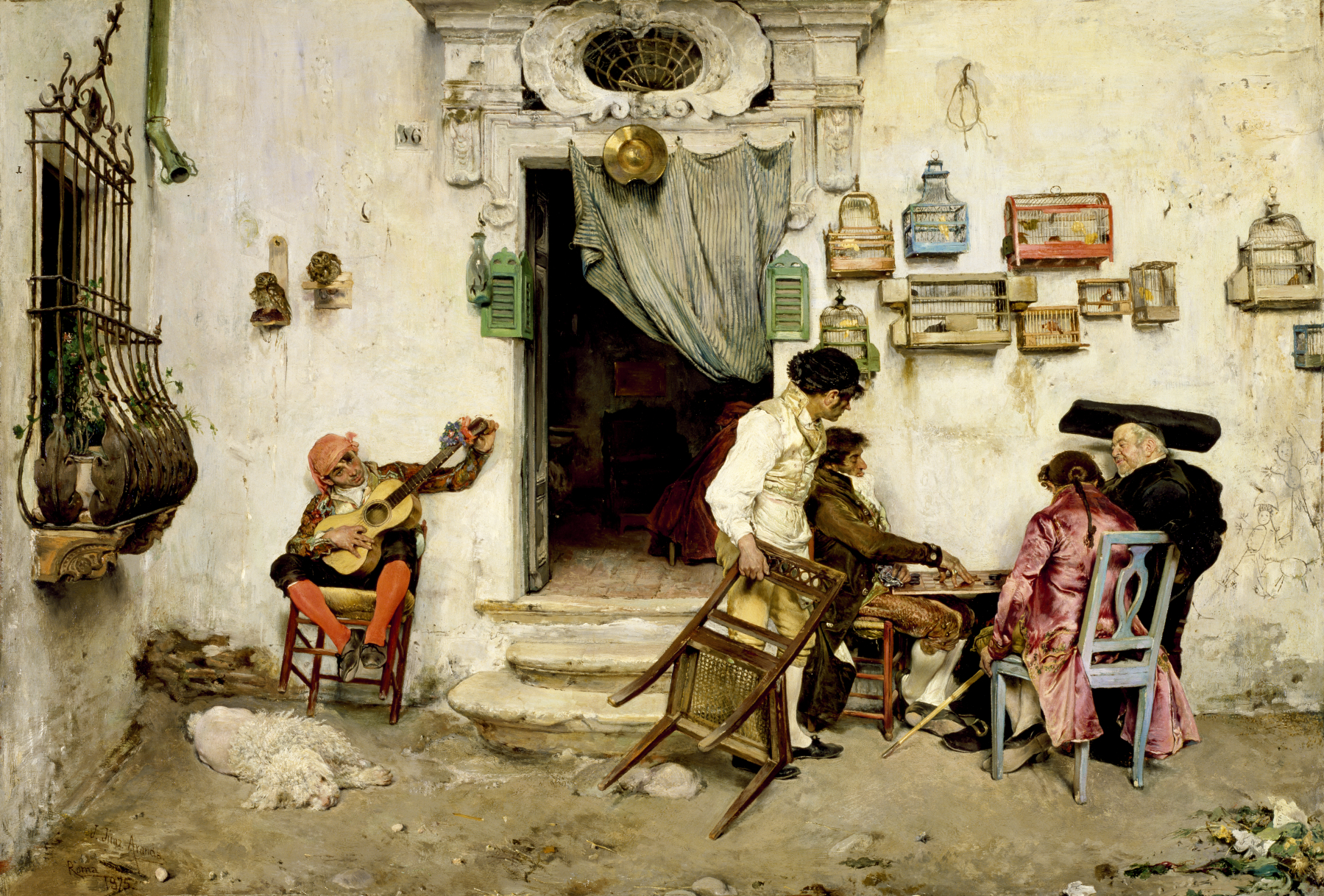
Крамниця Фігаро, 1875
Кафе, 1889
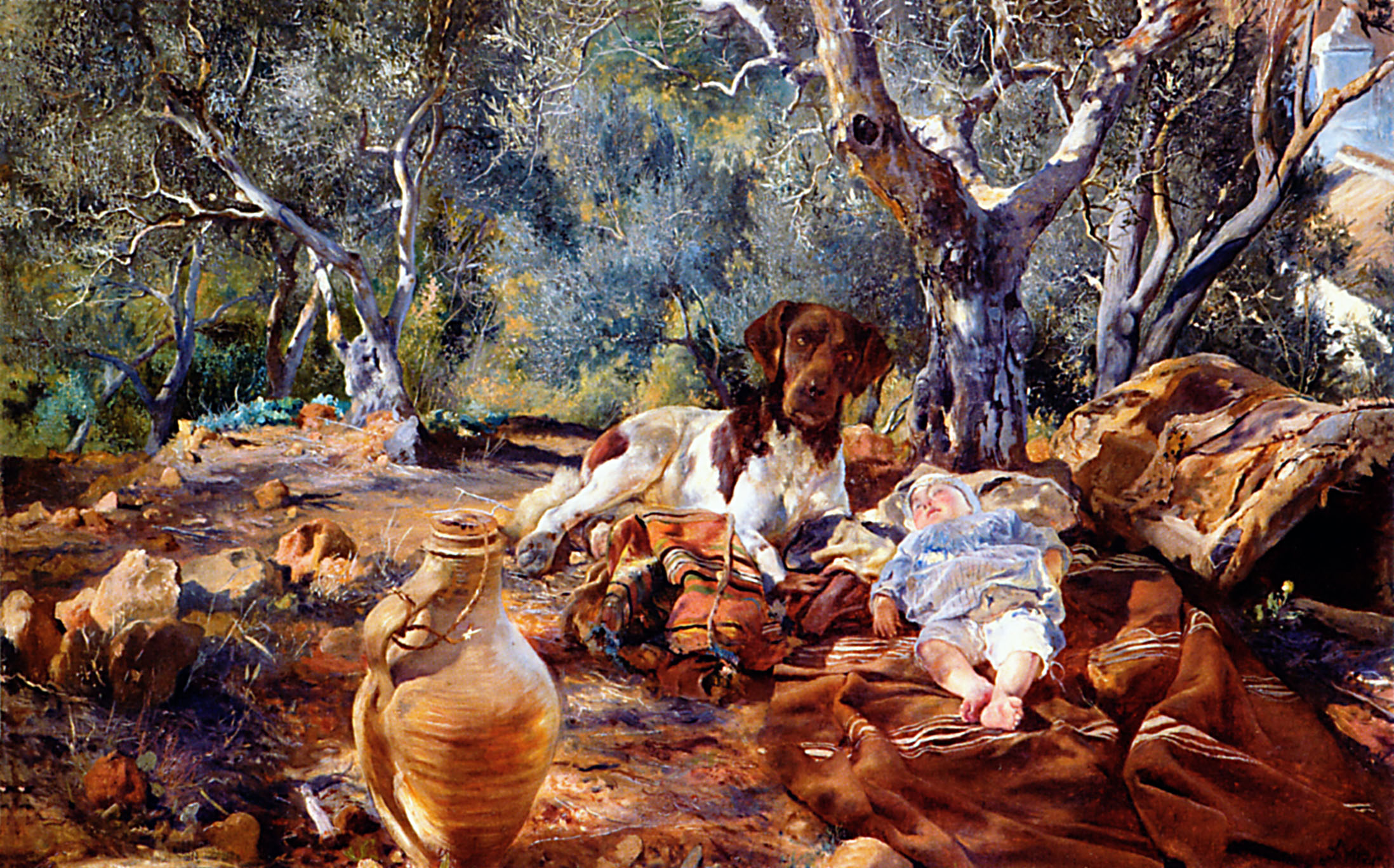
Новонароджений, 1896